# Калізія запашна
Калізія запашна (Callisia fragrans) — вид рослини роду Калізія родини Коммелінові.

## Опис

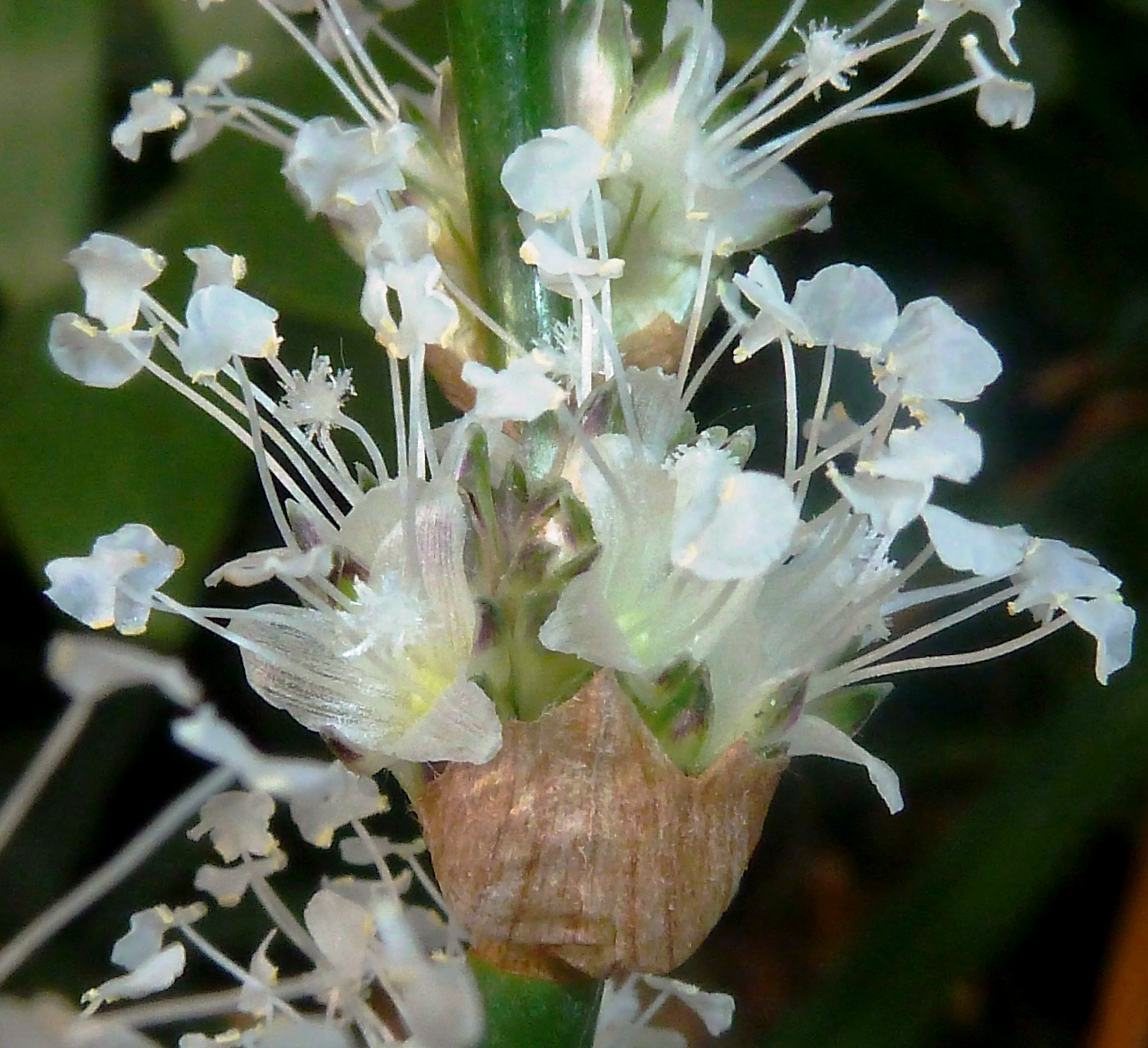
Збільшене зображення суцвіття з маленькими білими запашними квітками

Калізія запашна - велика трав'яниста рослина з двома типами пагонів. Одні прямостоячі, м'ясисті, від 70-80 сантиметрів до 2 метрів висоти, з нормально розвиненим листям, що нагадують кукурудзяні, довжиною 20-30 сантиметрів, шириною 5-6 сантиметрів, інші - горизонтальні з недорозвиненим листям, довгими трубчастими, облягаючими втечу вологи по краю. Від стовбура вуса відходять горизонтальні колінчасті пагони - вуса, що закінчуються молодими розетками. Цими розетками калізію і розмножується. Листя довжиною 25 сантиметрів стають фіолетовими під впливом сильного сонячного світла. Квітки дрібні та ароматні, у звисаючих суцвіттях.
Кількість хромосом 2n = 12. 

## Ареал і вирощування
Callisia fragrans, також званий золотистим вусом, росте у дикому вигляді у вологих лісах півдня Мексики, півострова Юкатан та Гватемали. Його культивують у багатьох країнах як кімнатну декоративну рослину з початку 1900-х років.  Однак його також можна знайти на відкритому повітрі в теплих кліматичних умовах у вологому, родючому ґрунті. Трава любить частково затінені ділянки.

## Хімічний склад
У листі, пагонах і стеблах калізії запашної виявлені каротиноїди (0.05-4.10 мг%), ксантофіли (0.09-3.30 мг%), хлорофіли (14.7-67.8 мг%), ліпіди (у сумі 2-3.9%, у тому числі 2-3.9%; гліколіпіди та фосфоліпіди), аскорбінова кислота (14.1-25.6 мг%), органічні кислоти (0.14-0.19%), жирні кислоти. В соці листя калізії запашної присутні алое-емодін, умбеліферон, скополетин, кверцетин, галова кислота, кавова кислота, цикорієва кислота, амінокислоти, глюкоза, галактоза, глюкозамін, галактозамін, полісахариди. З стебел калізії запашної були виділені екдистероїди - каллекдистероли А-С (callecdysterol A-С), 2β,3β,11α,14α-тетрагідрокси-5α-андрост-7(8)-ен-6,17-діон, 2β,3β, 14α,17β-тетрагідрокси-5α-андрост-7(8)-ен-6-он[5], а в траві - флавоноїди, включаючи ізоорієнтин, ізоорієнтин 7-О-глюкозид, ізоорієнтин 7-О-(6''- ферулоил)-глюкозид, орієнтин 7-О-рамнозид.

## Лікувальні властивості
Він має багату фольклорну репутацію противірусної та протимікробної рослини. Особливо в Східній Європі його листя використовують для лікування різних шкірних захворювань, опіків і захворювань суглобів.  Було показано, що етаноловий екстракт листя ефективно пригнічує інфекцію клітин Vero ВПГ-1, ВПГ-2 та стійким до ACV штамом останнього in vitro . Однак етаноловий екстракт листя, на відміну від водного екстракту, був неефективним проти VZV .  Хоча етаноловий екстракт листя мав нижчий індекс селективності (токсичність проти ефективності), ніж ACV, він був здатний інгібувати мутант HSV-2 і може бути менш токсичним, ніж ACV. Схоже, що йдеться про пряму взаємодію з вірусами та блокування їхнього доступу до клітин господаря. 

## Зовнішні посилання
Вікісховище має мультимедійні дані за темою: Callisia fragrans
 Таксономія за темою Callisia fragrans у Віківидах